# Haworthia coarctata
Haworthia coarctata ist eine Pflanzenart der Gattung Haworthia in der Unterfamilie der Affodillgewächse (Asphodeloideae).

## Beschreibung
Haworthia coarctata wächst stammbildend und sprossend. Die zahlreichen, aufrecht ausgebreiteten oder einwärts gebogenen Laubblätter bilden eine Rosette mit einem Durchmesser von bis zu 12 Zentimeter. Die bräunlich grüne Blattspreite ist bis zu 7 Zentimeter lang und 2 Zentimeter breit. Das Verhältnis von Triebdurchmesser zu Blattbreite beträgt 1:1,7. Die Blattoberfläche ist rau. Auf ihr befinden sich in der Regel gerundete Warzen.
Der einfache oder gelegentlich verzweigte Blütenstand erreicht eine Länge von bis zu 60 Zentimeter. Die verkehrt kopfige Blütenröhre ist gebogen und die Perigonblätter sind zurückgerollt.

## Systematik und Verbreitung
Haworthia coarctata ist in der südafrikanischen Provinz Ostkap verbreitet.
Die Erstbeschreibung durch Adrian Hardy Haworth wurde 1824 veröffentlicht. Nomenklatorische Synonyme sind Aloe  coarctata (Haw.) Roem. & Schult.f. (1829), Haworthia reinwardtii subsp. coarctata (Haw.) Halda (1997) und Haworthia reinwardtii var. coarctata (Haw.) Halda (1997).
Es werden folgende Varietäten und Formen unterschieden:
- Haworthia coarctata var. coarctata
- Haworthia coarctata var. adelaidensis (Poelln.) M.B.Bayer
- Haworthia coarctata var. tenuis (G.G.Sm.) M.B.Bayer
- Haworthia coarctata f. coarctata
- Haworthia coarctata f. greenii (Baker) M.B.Bayer

## Nachweise